# Ljusnedal
 (décembre 2023).
Si vous disposez d'ouvrages ou d'articles de référence ou si vous connaissez des sites web de qualité traitant du thème abordé ici, merci de compléter l'article en donnant les références utiles à sa vérifiabilité et en les liant à la section « Notes et références ».
Ljusnedal est un village de la commune d'Härjedalen dans le comté de Jämtland, en Suède. Il est situé le long de la Ljusnan, près de Funäsdalen, aux pieds du massif Anåfjället des Alpes scandinaves. En 1685, du minerai de cuivre fut trouvé dans les montagnes alentour, et une forge (Ljusnedals bruk) fut construite en 1695 sur la Ljusnan. La production ne fut pas rentable et la forge se reconvertit dans le fer, mais devant un nouvel échec, elle ferma en 1893 après au total environ 200 ans d'activité.